# Cour de cassation (Frankrig)
Cour de cassation er Frankrigs højeste appeldomstol og er beliggende i Paris. Retten er en kassationsret, dvs. en appelret, der kan omstøde domme, men ikke selv kan dømme.

## Kompetence
Cour de cassation er den øverste strafferetlige domstol i Frankrig. Den virker ikke som en almindelig appelinstans, da den normalt ikke tager stilling til de faktiske omstændigheder, kun til de retlige omstændigheder, dvs. spørgsmålet om hvorvidt de underordnede instanser har fortolket fransk lovgivning korrekt. Det betyder også, at den alene har kompetence til at ophæve en retsafgørelse, men ikke træffe en ny.
Enhver sag, som er blevet påkendt i sidste instans, kan indbringes for Cour de cassation ved kassationsappel (pourvoi en cassation) med henblik på prøvelse af, om der foreligger såkaldte kassationsgrunde som eksempelvis væsentlige processuelle fejl, der kan medføre at dommen ophæves, eller at sagen henvises til fornyet behandling ved en instans, der er sideordnet med den, der har truffet den retsafgørelse, der er indbragt for Cour de cassation.
Afgørelser fra Cour de cassation kan i sagens natur ikke appeleres.

## Straffesager
Straffesager, der indbringes for Cour de cassation, behandles ved en særlig afdeling for straffesager (chambre criminelle), og sættes normalt af 5 dommere (conseillers). Anklagemyndigheden er repræsenteret ved rigsadvokaten (procureur général), der bistås af 20 generaladvokater (avocats généraux), herunder en førstegeneraladvokat (premier avocat général).